# Monica Vitti
Monica Vitti (Roma, 3 de novembre de 1931 - 2 de febrer de 2022) va ser una actriu italiana coneguda pels seus papers en pel·lícules dirigides per Michelangelo Antonioni en la dècada de 1960. Després del seu treball amb Antonioni, Vitti va canviar de registre i va començar a fer comèdies amb el director Mario Monicelli. Va actuar amb Marcello Mastroianni, Richard Harris i Dirk Bogarde entre d'altres.Vitti va guanyar cinc vegades el Premi David di Donatello a la millor actriu, set Globus d'Or italians a la millor actriu, el Globus d'Or per la seua carrera i el Lleó d'Or del Festival de Venècia per la seua carrera.

## Joventut
Nascuda Maria Luisa Ceciarelli a Roma, es va criar a Sícilia, on la família es va traslladar a causa del treball del seu pare. D'adolescent, per distreure els seus germans, més petits que ella, dels bombardejos dels últims anys de la Segona Guerra Mundial,els organitzava petits espectacles teatrals casolans. Va estudiar interpretació en l'Acadèmia Nacional d'Art Dramàtic de Roma (on es va graduar l'any 1953) i al Pittman's College, on va actuar en l'obra benefica de Dario Niccodemi La nemica. Va fer una gira per Alemanya amb una companyia d'actors italiana i la seua primera actuació a Roma va ser en una producció de Niccolò Machiavelli La Mandragola. Per al seu nom artístic va triar un nom que «sonés bé» i que aleshores no estava de moda i el cognom Vitti, com a record de la seva mare, que es deia Adele Vittiglia.

## Carrera cinematogràfica
El seu primer paper al cinema va ser en la producció d'Ettore Scola Ridere Ridere Ridere (1954) però el seu primer paper notable va ser als 26 anys en "Le dritte" (1958), de Mario Amendola. El 1957 es va unir al "Teatro Nuovo di Milano" de Michelangelo Antonioni i aquell mateix any va posar a veu a l'actriu Dorian Gray en el film d'Antonioni Il grido. Posteriorment va interpretar un paper principal al seu premiat film L'Avventura (1960). Aquest gran èxit internacional la va consagrar com una de les millors i més famoses actrius italianes del segle xx. La seua imatge en aquest film va servir per a un segell commemoratiu del servei de correus italià anys després. Va actuar també en films a actuar també en altres pel·lícules d'Antonioni que han passat a la història del cinema italià: La notte (1961), L'eclisse (1962 i Deserto rosso (1964).
Com a protagonista de la comèdia de Mario Monicelli La ragazza con la pistola (1968) va demostrar la seva ductilitat interpretativa i en la dècada de 1970 domina el cinema italià i també intervé en programes de televisió. Directors internacionals, entre els quals Luis Buñuel i Miklos Jancsó, li ofereixen personatges fets a mida per a ella i triomfa, juntament amb Alberto Sordi a Polvere di stelle (1973) i altres comèdies que van protagonitzar junts. D'ella s'ha dit que ho va ser tot en el cinema italià: «profunda, enigmàtica, sensual, intel·lectual, popular, malenconiosa, intel·ligent i de gran bellesa».
Monica Vitti va morir el 2 de febrer de 2022 als 90 anys a Roma.

## Filmografia
| - Ridere! Ridere! Ridere! (1954) - Una pelliccia di visone (1954) - Adriana Lecouvreur (1955) - Le dritte (1958) - L'Avventura (1960) - La Notte (1961) - Accattone (1961) - L'eclisse (1962) - Three Fables of Love (1962) - Château en Suède (1963) - Follie d'estate (1963) - Sweet and Sour (1963) - High Infidelity (1964) - Deserto rosso (1964) - Il disco volante (1964) - Le bambole (1965) - Sex Quartet (1966) - Modesty Blaise (1966) - I Married You for Fun (1967) - Fai in fretta ad uccidermi... ho freddo! (1967) - La ragazza con la pistola (1968) - The Scarlet Lady (1968) - On My Way to the Crusades, I Met a Girl Who... (1969) - Amore mio aiutami (1969) - Ninì Tirabusciò (1970) - The Pizza Triangle (1970) - Le coppie (1970) - La Pacifista (1970) | - La supertestimone (1971) - Noi donne siamo fatte così (1971) - Teresa la ladra (1972) - Gli ordini sono ordini (1972) - La Tosca (1973) - Polvere di stelle (1973) - The Phantom of Liberty (1974) - Duck in Orange Sauce (1975) - La ronda del plaer (1975) - Qui comincia l'avventura (1975) - Basta che non si sappia in giro (1976) - Mimì Bluette... fiore del mio giardino (1977) - L'altra metà del cielo (1977) - Per vivere meglio, divertitevi con noi (1978) - La Raison d'état (1978) - Tigers in Lipstick (1979) - Amori miei (1979) - An Almost Perfect Affair (1979) - Il tango della gelosia (1980) - Non ti conosco più amore (1980) - Camera d'albergo (1981) - The Mystery of Oberwald (1981) - Io so che tu sai che io so (1982) - Scusa se è poco (1982) - Flirt (1983) - Francesca è mia (1986) - Secret Scandal (1989) |

## Premis i nominacions

### Premis
- 1962. Conquilla de Plata a la millor actriu
- 1995. Lleó d'Or per la carrera

### Nominacions
- 1961. BAFTA a la millor actriu estrangera per L'avventura